# Vanilla platyphylla
Vanilla platyphylla är en orkidéart som beskrevs av Rudolf Schlechter. Vanilla platyphylla ingår i släktet Vanilla och familjen orkidéer. Inga underarter finns listade i Catalogue of Life.